# Sarcocaulon lheritieri
Sarcocaulon lheritieri là một loài thực vật có hoa trong họ Mỏ hạc. Loài này được Sweet miêu tả khoa học đầu tiên.